# 2020 en Chine
Cet article présente les faits marquants de l'année 2020 en Chine.

## Évènements
- Les manifestations pro-démocratie à Hong Kong commencées en 2019 continuent.
- L'épidémie du coronavirus commencée en décembre 2019 prend de l'ampleur durant janvier 2020.

### Janvier
- 1er janvier : à Hong-Kong, un million de personnes manifestent - selon les organisateurs - pour exiger une enquête indépendante sur le comportement de la police depuis le début du mouvement, l'amnistie pour toutes les personnes arrêtées et un véritable suffrage universel[1].
- 23 janvier : à cause de l'épidémie du coronavirus, le gouvernement chinois place en quarantaine toute la métropole de Wuhan (11 millions d'habitants) et les villes de Huanggang (7.5 millions d'habitants) et Ezhou[2].

### Mars
- 11 mars : un article de la paléontologue Jingmai O'Connor (de l'Institut de paléontologie des vertébrés et de paléoanthropologie de Pékin) publié dans Nature annonce l'identification d'Oculudentavis khaungraae, à partir d'un crâne de celui-ci découvert en Birmanie conservé dans de l'ambre depuis 99 millions d'années, contenant encore des tissus mous ; il s'agit d'un dinosaure avien dont la taille est estimée être comparable avec celui du colibri des abeilles, le plus petit oiseau actuel connu, (le crâne retrouvé ne mesurant que 7 mm) ce qui en fait le plus petit dinosaure connu du Mésozoïque[3].

### Mai
- 27 mai : le secrétaire d'État américain Mike Pompeo déclare au Congrès que Hong Kong « n'est plus autonome vis-à-vis de la Chine » à la suite des plans de Pékin d'imposer une nouvelle loi sur la sécurité sur le territoire, et ne remplit plus sa désignation spéciale pour le commerce en vertu de la loi américaine qui a été établie dans le United States-Hong Kong Policy Act (en)[4].

### Juin
- 4 juin : un agent de sécurité attaque au couteau l'école qu'il devait surveiller dans un bourg de Cangwu dans la ville Wuzhou (Guangxi), blessant 39 personnes dont 3 graves, avant d'être arrêté, ses motivations sont inconnues[5],[6].
- 10 juin : publication de la description et de la datation par le CNRS et l'Université de Bordeaux d'une sculpture en os brûlé représentant un oiseau, retrouvée sur le site de Lingjing (province du Henan), désormais datée d'entre 13 000 et 13 800 ans, ce qui fait reculer de 8500 ans l'origine de la sculpture et des représentations d’animaux en Asie de l’Est et en fait la plus ancienne œuvre d'art chinoise connue[7].
- 13 juin : un camion-citerne explose accidentellement sur une autoroute proche de la ville de Wenling (Zhejiang) provoquant au moins 14 morts et 168 blessés[8].
- 16 juin : près de la frontière officielle, dans la zone sous administration indienne mais disputée de Ladakh, un accrochage entre les armées indienne et chinoise provoque 20 morts parmi les militaires indiens et un nombre inconnu de morts chez les soldats chinois, c'est la première fois depuis 1975 que les deux pays s'affrontent directement et qu'il y a des tirs au-dessus de cette frontière[9].
- 22 juin : une équipe de chercheurs chinois annonce dans Science avoir découvert, dans le sang de 10 patients qui ont guéri du covid-19, l'anticorps 4A8 efficace contre le coronavirus SARS-CoV-2, qui neutralise ce coronavirus en empêchant sa protéine Spike de fonctionner, alors que cette protéine est indispensable au virus pour infecter des cellules[10].
- 30 juin : la loi sur la sécurité nationale de Hong Kong a été promulguée par le Comité permanent de l'Assemblée nationale populaire chinoise, au lieu du Conseil législatif de Hong Kong, qui est censé changer la Loi fondamentale de la région administrative spéciale de Hong Kong afin de mettre fin de fait à sa semi-autonomie[11].

### Juillet
- 13 juillet : des inondations provoquées par la montée des eaux de 433 cours d'eau du bassin du Yangzi Jiang - dont 33 qui atteignent des niveaux records - dans le centre et l'est de la Chine ont provoqué à cette date 141 morts ou disparus, ont endommagé 28 000 logements, affecté 38 millions de personnes et menaçaient Wuhan[12].
- 22 juillet : les États-Unis ferment le consulat chinois à Houston (Texas) en accusant son personnel d'espionnage[13], en réponse la Chine ferme le consulat américain à Chengdu (Sichuan) le 24 juillet[14].

### Août
- 15 août : détection (annoncée par l'Université de Hong Kong le 24 août) du premier cas confirmé de réinfection au coronavirus SARS-CoV-2 d'un patient qui en avait déjà guéri, chez un homme de 33 ans à Hong Kong qui avait guéri en mars 2020 d'une forme légère du covid-19 et qui a été testé à nouveau positif au SARS-CoV-2 en tant que porteur asymptomatique[15].

### Décembre
- 4 décembre : l'accident minier de Diaoshuidong fait 23 morts.